# Čermná nad Orlicí (nádraží)
Čermná nad Orlicí je železniční stanice, která se nachází u obce Čermná nad Orlicí v okrese Rychnov nad Kněžnou v Královéhradeckém kraji. Stanice leží na jednokolejné elektrizované celostátní dráze Velký Osek – Choceň.

## Popis
Železniční stanice je vybavena staničním zabezpečovacím zařízením 1. kategorie – mechanické zabezpečovací zařízení. Na přilehlých mezistaničních úsecích ke stanici je instalováno traťové zabezpečovací zařízení 1. kategorie – telefonické dorozumívání.
Stanice má 3 dopravní koleje se 2 úrovňovými nástupišti přístupnými přes koleje.

## Přeprava
Ve stanici zastavují vlaky osobní přepravy kategorie osobní vlak (Os). Tyto vlaky provozuje dopravce České dráhy.Vlaky vyšší kategorie (např. spěšné vlaky) ve stanici nezastavují, pouze projíždějí.
Ve staniční budově se nachází čekárna pro cestující a bezbariérové WC. Ve stanici není k dispozici osobní pokladna ani automat na jízdenky. Cestující jsou odbaveni průvodčím ve vlaku. V blízkosti stanice se nachází veřejné parkoviště.

## Přístupnost
Přístup do budovy stanice (včetně přístřešku před povětrnostními vlivy) není bezbariérový.
Bezbariérový přístup není na žádné nástupiště (dle ČSN 73 4959).